# När ingen ljusning alls jag finner
När ingen ljusning alls jag finner är en tysk psalm av Ernst Moritz Arndt diktad 1818 och tryckt 1819 med titelraden Wenn aus dem Dunkeln ich mich sehne. Den översattes av Johan Alfred Eklund 1911 till titelraden "När ingen dager ögat skådar". Den nya titelraden "När ingen ljusning alls jag finner" kom i 1986 års psalmbok då Jan Arvid Hellströms bearbetning från 1979 publicerades. 
Melodin är en tonsättning av Georg Neumark från 1641 eller 1657 och enligt Koralbok för Nya psalmer, 1921 är det samma melodi som till psalmen Min själ och sinne, låt Gud råda (1819 nr 239).
Eklunds text är fri för publicering 2015.

## Publicerad som
- Nr 597 i Nya psalmer 1921, tillägget till 1819 års psalmbok med titelraden "När ingen dager ögat skådar", under rubriken "Det Kristliga Troslivet: Troslivet hos den enskilda människan: Trons prövning under frestelser och lidanden".
- Nr 378 i 1937 års psalmbok med titelraden "När ingen dager ögat skådar", under rubriken "Trons prövning under frestelser och lidanden".
- Nr 270 i den ekumeniska delen av den svenska psalmboken (dvs psalm 1-325 i Den svenska psalmboken 1986, Cecilia 1986, Psalmer och Sånger 1987, Segertoner 1988 och Frälsningsarméns sångbok 1990) under rubriken "Vaksamhet - kamp - prövning".
- Nr 368 i Finlandssvenska psalmboken 1986 under rubriken "Nöd och nåd" med inledning "När ingen dagen ögat skådar".